# Lantame Ouadja
Lantame Sakibau Ouadja (Lomé, 28 agosto 1977) è un ex calciatore togolese, di ruolo centrocampista.

## Carriera

### Nazionale
Ha debuttato in Nazionale nel 1995. Ha partecipato, con la Nazionale, alla Coppa d'Africa 1998, alla Coppa d'Africa 2000 e alla Coppa d'Africa 2002.

## Palmarès

### Club

#### Competizioni nazionali
- Campionato tunisino di calcio: 1

Club Africain: 1996-1997
- Campionato svizzero di calcio: 1

Servette: 1998-1999
- Campionato polacco di calcio: 1

Wisła Cracovia: 2003-2004
- Coppa Svizzera: 1

Servette: 2000-2001
- Coppa del Qatar: 1

Al-Sadd: 2002-2003